# Rauch (empresa)
Rauch Fruchtsäfte G.m.b.H & Co es una empresa austriaca líder en la producción de jugos de frutas, con su sede principal en Rankweil, Vorarlberg. La empresa, que cuenta con operaciones en Austria, Hungría, Suiza y Serbia, emplea a unas 1.400 personas.

## Historia
La empresa familiar fue fundada en 1919 por Franz Josef Rauch como una pequeña empresa productora de mosto para suplir a los granjeros cercanos. Sin embargo, en la época entre las dos guerras mundiales, la empresa fue conducida a ser una industria. En el año 1962 la dirección de la empresa fue asumida por la siguiente generación e inició su expansión internacional.
En los años 70, Rauch se convirtió en líder del mercado austriaco con las marcas Happy Day y Bravo. En 1998, la oferta de productos de Rauch se expandió para incluir Té helado. Adicionalmente, Rauch absorbió a la cervecería Fohrenburg de Bludenz. Desde entonces, se han introducido al mercado numerosas bebidas no-alcohólicas.
En esa misma década, se inició en Austria una campaña en contra del fumado (en alemán, la palabra para fumado es Rauchen), con el lema Ohne Rauch geht's auch (sin humo también se puede). Como respuesta, la firma creó el eslogan Ohne Rauch geht's nicht (sin Rauch no se puede), el cual fue famoso hasta los años 80.
En el año 2005, Rauch contaba con 1.090 trabajadores (agregados los de Fohrenburg), y ventas anuales de 531,9 millones de euros.
Rauch es también el único procesador de las bebidas Red Bull.
En 2007, Rauch inició junto con Vöslauer la iniciativa Gut-für-mich (bueno para mí) en Austria. Rauch también coopera con el grupo alemán Bitburger-Baugruppe y desde febrero de 2008 los productos de Rauch son distribuidos por Bitburger.

## Mercados
La producción de Rauch cubre cuatro mercados de negocio:
- Producción de jugos de frutas.
- Concentrados de jugos de frutas.
- La cervecería Fohrenburg.
- Procesamiento / envasado (por ejemplo, Red Bull).

Los productos de Rauch son exportados a más de 50 países.